# 武蔵 (格闘家)
武蔵（むさし、1972年10月17日 - ）は、日本の元空手家、元キックボクサー、タレント、俳優。大阪府堺市南区出身。堺市立宮山台小学校、堺市立宮山台中学校、大阪技能専門学校、近畿大学短期大学部商経科卒。個人事務所パウンド・フォー・パウンド所属。本名は森 昭生（もり あきお）。蜷川氏の子孫で、蜷川新の曾孫（後述）。
旧リングネームはムサシ。リングネームの由来は右も左も両方撃てる二刀流であることから。リングネームの命名は石井和義。弟はキックボクサーのTOMO。トレーナーは元WBA世界スーパーミドル級チャンピオンのフランク・ライルズ。

## 来歴
1995年9月3日、K-1 REVENGE IIでパトリック・スミスとデビュー戦を行い、2RKO勝ち。当時は83kgであった。
1996年5月6日、K-1 GRAND PRIX '96に唯一の日本人として出場し、準々決勝でサム・グレコに勝利するも、準決勝でマイク・ベルナルドに敗れた。
1996年12月8日、K-1 HERCULES '96でアンディ・フグと対戦し、判定負け。
1997年3月16日、K-1 KINGS '97でブランコ・シカティックと対戦し、TKO負け。
1998年5月24日、K-1 BRAVES '98で佐竹雅昭と対戦し、5R引き分け。
1998年7月18日、K-1 DREAM '98でアーネスト・ホーストと対戦し、TKO負け。
1999年2月28日、敵地イギリスでカークウッド・ウォーカーの保持するWAKO PRO世界ムエタイヘビー級王座に挑戦するも、1-2で判定負け。武蔵はダウンこそ奪えなかったものの攻撃は積極的であり、判定負けという結果に場内からはブーイングも起きた。
1999年6月20日、K-1 BRAVES '99でWAKO PRO世界ムエタイヘビー級王者カークウッド・ウォーカーに3度目の挑戦（過去2度敗退）で、5R左ミドルキックでKO勝ちし王座を獲得。
1999年8月22日、JAPAN GPに出場。準々決勝で長井満也、準決勝で天田ヒロミ、決勝でノブ・ハヤシに勝利し優勝を果たす。
1999年10月3日、K-1 GRAND PRIX '99 開幕戦のGP1回戦で佐竹雅昭と再戦。1Rにダウンを奪われたものの5R判定勝ち。この判定に佐竹は激怒しK-1を去ることになった。試合後、「もし再戦ということであれば、自分はやります。自分は自分の闘いをやっただけ。その結果ジャッジがああいう結果を出して、僕はそれに従っただけです。でも、自分の闘いとして納得いくものではなかった、という不満は残ってます」とコメントした。12月5日、K-1 GRAND PRIX '99 決勝戦のGP準々決勝では、ミルコ・"クロ・コップ"・フィリポビッチと対戦し、2RKO負け。
2000年1月25日、K-1 RISING 2000 〜長崎初上陸〜でピーター・アーツと対戦。1Rから左ミドルをヒットさせるなど健闘するが、スタミナの切れた延長RでKO負けを喫した。
2000年3月19日、K-1 BURNING 2000 〜燃えよ日本魂〜でアンディ・フグと対戦し、5R判定負け。
2000年7月7日、K-1 JAPAN GP 2000に出場。決勝で天田ヒロミに勝利し、前年に続いてJAPAN GP2連覇を達成し、K-1を去った佐竹に代わり改めて日本人最強を証明した。
2000年12月10日、K-1 WORLD GP 2000 決勝戦のGP1回戦でレイ・セフォーに1RKO負け。対戦予定だったマイク・ベルナルドが直前で欠場となり、急遽セフォーとの対戦が決まった。
2001年4月15日、K-1 BURNING 2001 〜火の国熊本初上陸〜でアーネスト・ホーストと対戦し、5R判定負け。1998年の試合では何もできずにKOされた相手とほぼ互角に渡り合ったことで、武蔵の成長が見られた。
2001年6月24日、エベンゼール・フォンテス・ブラガと対戦。前半は武蔵が優勢に試合を進めたが、ブラガがクリンチ状態から意図的に足を掛けて武蔵をマットに倒し、後頭部を強打。武蔵はなんとか試合を続行するものの、それ以降は記憶のない状態で闘っていたと試合後に語っており、結局判定1-0のドローに終わる。このブラガの行為が「注意1」であったことに対し、武蔵は「あれで注意1じゃ反則したもん勝ちですね」と皮肉った。
2001年8月19日、2連覇中のJAPAN GPに出場。準々決勝で大石亨、準決勝で中迫剛にそれぞれ判定勝ちで決勝に進出するも、連続KOで勝ち上がってきたニコラス・ペタスに延長戦でダウンを奪われ判定負け。
2002年1月11日、一撃旗揚げ戦のメインイベントで野地竜太と対戦し、判定勝ちを収めた。
2002年4月21日、K-1 BURNING 2002でK-1デビュー戦のセミー・シュルトと対戦。パンチを何度もヒットさせ判定にもつれ込むが、1-2の微妙な判定で敗れる。
2002年9月22日、JAPAN GPに出場。1回戦で天田ヒロミ、準決勝で富平辰文、決勝で中迫剛に勝利し、3度目の優勝を達成。2年ぶりにWORLD GP 決勝大会へ進出する。
2002年12月7日、K-1 WORLD GP 2002 決勝戦のGP準々決勝でジェロム・レ・バンナと対戦。アグレッシブに打ち合うが、攻撃力の差で徐々に押され2RKO負け。
2003年6月29日、K-1 BEAST II 2003でモンターニャ・シウバと対戦。シウバが反則のマウントパンチを連打するという前代未聞の行動を取り、武蔵の反則勝ちとなった。武蔵はルールを無視したシウバに対して激しい怒りを見せた。K-1競技統括プロデューサーの角田信朗は、「モンターニャをK-1から追放したい。また出すようなら僕は競技統括を辞めます」と語った。
2003年9月21日、JAPAN GPに出場。1回戦でモンターニャ・シウバ、準決勝で堀啓、決勝で藤本祐介に勝利し、4度目の優勝を達成。
2003年12月6日、K-1 WORLD GP 2003 決勝大会に出場。GP準々決勝でレイ・セフォーに判定勝ち、準決勝ではピーター・アーツに判定勝ちし、決勝でレミー・ボンヤスキーに敗れるも、1994年大会の佐竹雅昭以来、日本人として9年ぶりのK-1 GP準優勝を記録した。
2004年3月27日、K-1 WORLD GP 2004 in SAITAMAで曙と対戦。押し倒された際に後頭部へのパンチを連打されるという反則攻撃を受けるが、試合を続行し判定勝ち。
2004年5月3日、新日本プロレス所属の柴田勝頼と異種格闘技戦を行い左ハイキックで勝利。この日、記者会見で柴田と乱闘したり、試合で倒れている柴田に攻撃（反則）したりと一度だけプロレスを体験する。
2004年6月6日、K-1 WORLD GP 2004 in NAGOYAでレイ"マーシレス"マーサーと対戦。1Rにハイキックでダウンを奪い判定勝ち。
2004年9月25日、K-1 WORLD GP 2004 開幕戦のGP1回戦でシリル・アビディを相手にキレのある動きで蹴り技を次々のヒットさせて判定勝ち。
2004年12月4日、K-1 WORLD GP 2004 決勝戦のGP準々決勝でレイ・セフォーと対戦。ハイレベルかつテクニカルな攻防戦となり、僅差の判定で勝利。準決勝ではガオグライ・ゲーンノラシンと対戦。素早い動きに手を焼くものの、徐々にローを効かせて延長判定勝ち。決勝戦では、レミー・ボンヤスキーと対戦し、第1Rにダウンを奪われるが、微妙な判定で延長に突入し、再延長戦の末に判定負け。しかし大会後、武蔵とボンヤスキーの両者に対する贔屓判定に対して、大会主催者のFEGとフジテレビに抗議の電話とメールが殺到した。大会から数日後、K-1公式サイトにて再審議の結果が発表されたが、判定は覆らなかった。
2004年12月31日、K-1 PREMIUM 2004 Dynamite!!でショーン・オヘアと対戦。2Rに左ハイキックでKO勝ち。
2005年4月30日、ラスベガス大会でリック・ルーファスと対戦。ローキックを効かせ有利に試合を進め、スプリット判定で勝利した。
2005年9月23日、K-1 WORLD GP 2005 開幕戦のGP1回戦でフランソワ・"ザ・ホワイトバッファロー"・ボタに蹴りを当てつつパンチを殺して判定勝ち。
2005年11月19日、K-1 WORLD GP 2005 決勝戦では、GP準々決勝でルスラン・カラエフと対戦し、延長判定勝ち。続く準決勝ではカラエフ戦で受けたダメージがたたり、グラウベ・フェイトーザに後ろに下がった隙をつかれ左跳び膝蹴りでKO負け。約3年ぶりのKO負けとなった。
2005年12月31日、K-1 PREMIUM 2005 Dynamite!!でボブ・サップと対戦。後頭部への反則パンチを連打されるという反則攻撃を受けるが、試合を続行し判定勝ち。アクシデント後も試合を続けたことに対して「あのままでも勝てたかも知れない。でも、お客さんが喜ばない勝ちなど欲しくない。ハンデはあるが、やることの方が大事だと思っていた」と語った。
2006年4月29日、K-1 WORLD GP 2006 in LAS VEGASで前年WORLD GP優勝のセミー・シュルトに判定負け。
2006年7月30日、K-1 REVENGE 2006 K-1 WORLD GP 2006 in SAPPORO 〜アンディ・フグ七回忌追悼イベント〜で前年WORLD GP準優勝のグラウベ・フェイトーザとリベンジマッチを行う。試合終了間際にダウンを奪われ判定負け。
2006年9月30日、K-1 WORLD GP 2006 開幕戦で、GP初出場の新鋭ハリッド"ディ・ファウスト"に2-1の判定負け。この試合で武蔵はパンチの連打で圧倒される場面もあったが、ジャッジの一人は武蔵を支持した。この件についてK-1プロデューサーの谷川貞治も「武蔵を支持したジャッジはおかしいですね」とコメントしていた。
2006年12月2日、K-1 WORLD GP 2006 決勝戦のGPリザーブマッチでピーター・アーツに1RKO負け。ハリッドに敗北したショックで出場するかどうか迷っていたこともあり、オファーを断らない武蔵にしては珍しく試合の受諾に時間がかかった。
2006年12月31日、K-1 PREMIUM 2006 Dynamite!!でランディ・キムと対戦しKO勝ち。大晦日にようやく2006年の初勝利を挙げた。
2007年3月4日、初代K-1ヘビー級王座の挑戦権をかけて藤本祐介と対戦。第3R終了時の判定でドローとなり、延長戦となるが、藤本の左ハイキックを受けKO負け。K-1で初めて日本人相手に敗北。
2007年8月5日、K-1 WORLD GP 2007 IN HONG KONGで開催されたアジアGPに出場。1回戦でパク・ヨンスのローキックが開始から一分も経たないうちに三度も股間に当たり深刻なダメージを負う。特に三回目に関しては、金的からの中断が終わり試合が再開した直後であり、ヨンスがインターバル中にまったく反省したそぶりを見せなかったこともあり、会場からもブーイングが起こった。ドクターストップがかかるほど深刻な状態だったが、精神力の強さを見せて2RKO勝ち。この試合の決着場面で武蔵のパンチでヨンスがダウンした時に武蔵はニュートラルコーナーに戻ろうとしたが、ヨンスが失神して試合が終了した後、急に向き直って倒れているヨンスにさらに追い討ちを掛けようとするという反則を犯した。
続く準決勝では、準々決勝で3度もローブローを受けてダメージの残る股間に王強の膝蹴りが当たり、セコンドからタオルが投入されて一度は武蔵の負けが宣告される。しかし、その直後に「相手の反則による休憩中のタオルは無効」と裁定され続行。この休憩中に判定に不満を抱く王強がリングを出たため試合放棄と見なされ武蔵の勝利となったが、ダメージは大きくドクターストップがかかり決勝には王強が進出した。
2007年9月29日のK-1 WORLD GP 2007 IN SEOUL FINAL16へ主催者推薦枠での出場に最後の望みを寄せていたものの、澤屋敷純一が同枠で出場することになり、6年連続での本大会はならず。
2007年12月31日、K-1 PREMIUM 2007 Dynamite!!でベルナール・アッカと対戦。1R開始直後にアッカのラッシュで防戦一方となる場面もあったが、冷静に見切りスタミナ切れを誘い、3Rカウンターの左フックでKO勝ち。
2008年4月13日、K-1 WORLD GP 2008 IN YOKOHAMAで澤屋敷純一と対戦し、全盛期を思わせるキレのある動きを見せ、3ダウンを奪いKO勝ち。しかし、ダウンを奪ったハイキックを放った際に古傷である左膝を痛めてしまった。
2008年6月29日、K-1 WORLD GP 2008 IN FUKUOKAで開催されたJAPAN GPに出場。1回戦で前田慶次郎と対戦し、判定負け。試合後、谷川貞治K-1イベントプロデューサーは「武蔵選手は試合に出られる状態じゃなかったんです。左膝に水が溜まっていました。ですが、福岡を盛り上げないといけないですし、色々なことを考えて、澤屋敷純一選手が出られない中で出てもらったんです。主催者としては、可哀想なことをしてしまいました。今回は感謝していますよ」と話した。
2008年9月27日、K-1 WORLD GP 2008 IN SEOUL FINAL16のGP1回戦でエヴェルトン・テイシェイラと対戦し、3R判定負け。
2008年12月31日、「Dynamite!! 〜勇気のチカラ2008〜」でK-1ルール初挑戦のゲガール・ムサシと対戦。「ムサシ」対決として試合前にゲガールから改名マッチを突きつけられた。試合は、序盤キックで応戦するものの、ムサシのパンチ主体の攻撃に圧倒され1Rに3度のダウンを喫しKO負け。試合後、「試合で固くなってしまって情けない。次はK-1のリングでムサシとやりたいです。Dynamite!!はリングに上がったらアウェーな感じがしました。ずっとこの名前でやってきて変える気もないし、どんな名前に変えればいいかわからない」とコメントした。これに対してゲガール・ムサシは「僕は日本人でもなく、K-1ファイターでもないのに、勇気を出してアウェーである日本のリングでK-1ルールで武蔵と戦ったんだから、屈辱を晴らしたいなら僕が住んでいるオランダのリングで総合格闘技ルールで再戦するのが筋じゃないの？」とコメントしている。
2009年8月26日、年内での引退を発表。K-1で14年間戦ってきた花道として、ファン投票での開幕戦出場をファンと関係者に直訴した。この武蔵の願いに対し、EPの谷川貞治は「武蔵選手はほとんど主張しないタイプで、大会を盛り上げるために怪我をしているのに試合に出てもらったということがあります」「いつも勝手なこと言ってる選手じゃないんで。初めてかもしれないですね、自分で出たいと言ったのは。わりと何でもこっちの言うことを聞いてくれる選手だったので。誰かとやりたいとか言ったことがないですね。逆にセミー・シュルトとやれと言っても断ったことはないですね。武蔵vsムサシも嫌だったと思いますし」「そういう意味で感謝している部分もあるし、（開幕戦出場の直訴が）虫のいい話だとは思わないですね。ただし特別扱いは出来ません」と語った。その後、ファン投票枠でのGP出場が決定した。
2009年9月26日、K-1 WORLD GP 2009 IN SEOUL FINAL16のGP1回戦で引退を賭けジェロム・レ・バンナと対戦。戦前「最後まで武蔵流を貫く」と発言するも、今までのファイトスタイルとは違いパンチに重点を置いた打ち合うファイトスタイルを展開した。終盤にダウンを奪われ判定負けを喫するも韓国の会場からは大きな歓声と拍手が起こった。
2010年4月3日、K-1 WORLD GP 2010 IN YOKOHAMAにて引退セレモニーが行われ、藤原紀香やジェロム・レ・バンナなどから花束を贈られたほか、師匠の石井和義からは黄金のグローブを贈られた。
2010年10月23日、Zepp Tokyoで開催された自主興行「MUSASHI ROCK FESTIVAL」の中で、弟のTOMOを相手に再度引退試合（3分2Rのエキシビションマッチ）を行った。2009年の引退試合が韓国開催だったため「日本のファンに最後の姿を見せたい」との理由でワンマッチのみ復帰することとなった。
引退後は、2009年8月に弟のTOMOと共に設立した個人事務所「株式会社パウンドフォーパウンド」で、同社の専務兼タレントとして活動している。

## 戦績

### キックボクシング
| キックボクシング 戦績 | キックボクシング 戦績 | キックボクシング 戦績 | キックボクシング 戦績 | キックボクシング 戦績 | キックボクシング 戦績 | キックボクシング 戦績 |
| --------------------- | --------------------- | --------------------- | --------------------- | --------------------- | --------------------- | --------------------- |
| 85 試合               | (T)KO                 | 判定                  | その他                | 引き分け              | 無効試合              |                       |
| 49 勝                 | 19                    |                       |                       | 5                     | 1                     |                       |
| 30 敗                 | 10                    |                       |                       | 5                     | 1                     |                       |

| 勝敗 | 対戦相手                                     | 試合結果                                      | 大会名                                                                              | 開催年月日     |
| ×    | ジェロム・レ・バンナ                         | 3R終了 判定0-3                                | K-1 WORLD GP 2009 IN SEOUL FINAL16 【WORLD GP 1回戦】                               | 2009年9月26日  |
| ×    | ゲガール・ムサシ                             | 1R 2:32 KO（3ノックダウン：右フック）         | Dynamite!! 〜勇気のチカラ2008〜                                                     | 2008年12月31日 |
| ×    | エヴェルトン・テイシェイラ                   | 3R終了 判定0-3                                | K-1 WORLD GP 2008 IN SEOUL FINAL16 【WORLD GP 1回戦】                               | 2008年9月27日  |
| ×    | 前田慶次郎                                   | 3R終了 判定0-2                                | K-1 WORLD GP 2008 IN FUKUOKA 【JAPAN GP 1回戦】                                     | 2008年6月29日  |
| ○    | 澤屋敷純一                                   | 2R 2:16 KO（3ノックダウン：左ストレート）     | K-1 WORLD GP 2008 IN YOKOHAMA                                                       | 2008年4月13日  |
| ○    | ベルナール・アッカ                           | 3R 1:26 KO（左フック）                        | K-1 PREMIUM 2007 Dynamite!!                                                         | 2007年12月31日 |
| ○    | デビッド・ダンクレイド                       | 1R 2:59 KO（左ミドルキック）                  | K-1 WORLD GP 2007 FINAL 【スーパーファイト】                                        | 2007年12月8日  |
| ○    | 王強                                         | 1R 2:00 試合放棄                              | K-1 WORLD GP 2007 IN HONG KONG 【ASIA GP 準決勝】                                   | 2007年8月5日   |
| ○    | パク・ヨンス                                 | 2R 0:48 KO（パンチ連打）                      | K-1 WORLD GP 2007 IN HONG KONG 【ASIA GP 1回戦】                                    | 2007年8月5日   |
| ×    | 藤本祐介                                     | 延長R 1:23 KO（左ハイキック）                 | K-1 WORLD GP 2007 IN YOKOHAMA 【初代K-1ヘビー級王座挑戦者決定戦】                   | 2007年3月4日   |
| ○    | ランディ・キム                               | 3R 0:33 KO（右ストレート）                    | K-1 PREMIUM 2006 Dynamite!!                                                         | 2006年12月31日 |
| ×    | ピーター・アーツ                             | 1R 2:53 KO（2ノックダウン：パンチ連打）       | K-1 WORLD GP 2006 IN TOKYO 決勝戦 【WORLD GP リザーブファイト】                     | 2006年12月2日  |
| ×    | ハリッド"ディ・ファウスト"                   | 3R終了 判定1-2                                | K-1 WORLD GP 2006 IN OSAKA 開幕戦 【WORLD GP 1回戦】                                | 2006年9月30日  |
| ×    | グラウベ・フェイトーザ                       | 3R終了 判定0-3                                | K-1 REVENGE 2006 K-1 WORLD GP 2006 IN SAPPORO 〜アンディ・フグ七回忌追悼イベント〜  | 2006年7月30日  |
| ×    | セミー・シュルト                             | 3R終了 判定0-3                                | K-1 WORLD GP 2006 IN LAS VEGAS 【スーパーファイト】                                 | 2006年4月29日  |
| ○    | ボブ・サップ                                 | 3R終了 判定3-0                                | K-1 PREMIUM 2005 Dynamite!!                                                         | 2005年12月31日 |
| ×    | グラウベ・フェイトーザ                       | 2R 1:05 KO（左跳び膝蹴り）                    | K-1 WORLD GP 2005 IN TOKYO 決勝戦 【WORLD GP 準決勝】                               | 2005年11月19日 |
| ○    | ルスラン・カラエフ                           | 延長R終了 判定3-0                             | K-1 WORLD GP 2005 IN TOKYO 決勝戦 【WORLD GP 準々決勝】                             | 2005年11月19日 |
| ○    | フランソワ・"ザ・ホワイトバッファロー"・ボタ | 3R終了 判定3-0                                | K-1 WORLD GP 2005 IN OSAKA 開幕戦 【WORLD GP 1回戦】                                | 2005年9月23日  |
| ○    | リカルド・ノードストランド                   | 3R終了 判定2-0                                | K-1 WORLD GP 2005 IN HAWAII 【スーパーファイト】                                    | 2005年7月29日  |
| ○    | リック・ルーファス                           | 3R終了 判定2-1                                | K-1 WORLD GP 2005 IN LAS VEGAS 【スーパーファイト】                                 | 2005年4月30日  |
| ○    | ショーン・オヘア                             | 2R 0:44 KO（左ハイキック）                    | K-1 PREMIUM 2004 Dynamite!!                                                         | 2004年12月31日 |
| ×    | レミー・ボンヤスキー                         | 延長2R終了 判定0-3                            | K-1 WORLD GP 2004 決勝戦 【WORLD GP 決勝】                                          | 2004年12月4日  |
| ○    | ガオグライ・ゲーンノラシン                   | 延長R終了 判定3-0                             | K-1 WORLD GP 2004 決勝戦 【WORLD GP 準決勝】                                        | 2004年12月4日  |
| ○    | レイ・セフォー                               | 延長R終了 判定3-0                             | K-1 WORLD GP 2004 決勝戦 【WORLD GP 準々決勝】                                      | 2004年12月4日  |
| ○    | シリル・アビディ                             | 3R終了 判定3-0                                | K-1 WORLD GP 2004 in TOKYO 開幕戦 【WORLD GP 1回戦】                                | 2004年9月25日  |
| ○    | レイ"マーシレス"マーサー                     | 3R終了 判定3-0                                | K-1 WORLD GP 2004 in NAGOYA                                                         | 2004年6月6日   |
| ○    | 曙                                           | 3R終了 判定3-0                                | K-1 WORLD GP 2004 in SAITAMA                                                        | 2004年3月27日  |
| ○    | ステファン・ガムリン                         | 2R 0:53 KO（左膝蹴り）                        | K-1 BURNING 2004 〜沖縄初上陸〜                                                     | 2004年2月15日  |
| ×    | レミー・ボンヤスキー                         | 3R終了 判定0-3                                | K-1 WORLD GP 2003 決勝戦 【WORLD GP 決勝】                                          | 2003年12月6日  |
| ○    | ピーター・アーツ                             | 3R終了 判定2-0                                | K-1 WORLD GP 2003 決勝戦 【WORLD GP 準決勝】                                        | 2003年12月6日  |
| ○    | レイ・セフォー                               | 3R終了 判定2-0                                | K-1 WORLD GP 2003 決勝戦 【WORLD GP 準々決勝】                                      | 2003年12月6日  |
| ○    | 藤本祐介                                     | 延長R終了 判定2-0                             | K-1 SURVIVAL 2003 〜JAPAN GP 決勝戦〜 【JAPAN GP 決勝】                             | 2003年9月21日  |
| ○    | 堀啓                                         | 2R 3:00 KO（2ノックダウン：左ローキック）     | K-1 SURVIVAL 2003 〜JAPAN GP 決勝戦〜 【JAPAN GP 準決勝】                           | 2003年9月21日  |
| ○    | モンターニャ・シウバ                         | 3R終了 判定3-0                                | K-1 SURVIVAL 2003 〜JAPAN GP 決勝戦〜 【JAPAN GP 1回戦】                            | 2003年9月21日  |
| △    | クリス・クリソポリディス                     | 3R終了 判定0-1                                | K-1 WORLD GP 2003 in メルボルン 【スーパーファイト】                                | 2003年7月27日  |
| ○    | モンターニャ・シウバ                         | 2R 1:50 反則失格（倒れた相手への攻撃）        | K-1 BEAST II 2003                                                                   | 2003年6月29日  |
| ○    | 角田信朗                                     | 3R終了 判定3-0                                | K-1 WORLD GP 2003 in ラスベガス 【角田信朗引退試合】                                | 2003年5月2日   |
| △    | ゲーリー・グッドリッジ                       | 5R終了 判定1-0                                | K-1 BEAST 2003 〜山形初上陸〜                                                       | 2003年4月6日   |
| ×    | ジェロム・レ・バンナ                         | 2R 0:51 TKO（タオル投入）                     | K-1 WORLD GP 2002 決勝戦 【WORLD GP 準々決勝】                                      | 2002年12月7日  |
| ○    | 中迫剛                                       | 延長2R終了 判定3-0                            | K-1 ANDY SPIRITS 2002 〜JAPAN GP 決勝戦〜 【JAPAN GP 決勝】                         | 2002年9月22日  |
| ○    | 富平辰文                                     | 3R終了 判定3-0                                | K-1 ANDY SPIRITS 2002 〜JAPAN GP 決勝戦〜 【JAPAN GP 準決勝】                       | 2002年9月22日  |
| ○    | 天田ヒロミ                                   | 延長R終了 判定2-0                             | K-1 ANDY SPIRITS 2002 〜JAPAN GP 決勝戦〜 【JAPAN GP 1回戦】                        | 2002年9月22日  |
| ○    | ジョシー・デンプシー                         | 5R終了 判定3-0                                | K-1 WORLD GP 2002 in 福岡                                                           | 2002年7月14日  |
| ×    | セミー・シュルト                             | 5R終了 判定1-2                                | K-1 BURNING 2002 〜広島初上陸〜                                                     | 2002年4月21日  |
| △    | グラウベ・フェイトーザ                       | 5R終了 判定0-0                                | K-1 WORLD GP 2002 in 名古屋                                                         | 2002年3月3日   |
| ○    | 野地竜太                                     | 5R終了 判定2-0                                | 一撃 1.11 ICHIGEKI                                                                  | 2002年1月11日  |
| ×    | ニコラス・ペタス                             | 延長R終了 判定0-3                             | K-1 ANDY MEMORIAL 2001 〜JAPAN GP 決勝戦〜 【JAPAN GP 決勝】                        | 2001年8月19日  |
| ○    | 中迫剛                                       | 3R終了 判定3-0                                | K-1 ANDY MEMORIAL 2001 〜JAPAN GP 決勝戦〜 【JAPAN GP 準決勝】                      | 2001年8月19日  |
| ○    | 大石亨                                       | 3R終了 判定3-0                                | K-1 ANDY MEMORIAL 2001 〜JAPAN GP 決勝戦〜 【JAPAN GP 準々決勝】                    | 2001年8月19日  |
| △    | エベンゼール・フォンテス・ブラガ             | 5R終了 判定1-0                                | K-1 SURVIVAL 2001 〜JAPAN GP 開幕戦〜 【スーパーファイト】                          | 2001年6月24日  |
| ×    | アーネスト・ホースト                         | 5R終了 判定0-2                                | K-1 BURNING 2001 〜火の国熊本初上陸〜                                               | 2001年4月15日  |
| ×    | レイ・セフォー                               | 1R 1:38 KO（2ノックダウン：フック連打）       | K-1 WORLD GP 2000 決勝戦 【WORLD GP 1回戦】                                         | 2000年12月10日 |
| ○    | 天田ヒロミ                                   | 3R終了 判定3-0                                | K-1 SPIRITS 2000 【JAPAN GP 決勝】                                                  | 2000年7月7日   |
| ○    | 安虎                                         | 1R 2:15 KO（2ノックダウン：ミドルキック）     | K-1 SPIRITS 2000 【JAPAN GP 準決勝】                                                | 2000年7月7日   |
| ○    | 柳澤龍志                                     | 3R終了 判定3-0                                | K-1 SPIRITS 2000 【JAPAN GP 準々決勝】                                              | 2000年7月7日   |
| ○    | 富平辰文                                     | 3R終了 判定3-0                                | K-1 SURVIVAL 2000 【JAPAN GP 1回戦】                                                | 2000年5月28日  |
| ×    | アンディ・フグ                               | 5R終了 判定0-2                                | K-1 BURNING 2000 〜燃えよ日本魂〜 【WKAムエタイ世界スーパーヘビー級タイトルマッチ】 | 2000年3月19日  |
| ×    | ピーター・アーツ                             | 延長R 1:25 TKO（タオル投入：右ストレート）    | K-1 RISING 2000 〜長崎初上陸〜                                                      | 2000年1月25日  |
| ×    | ミルコ・クロコップ                           | 2R 1:13 KO（2ノックダウン：左アッパー）       | K-1 GRAND PRIX '99 決勝戦 【GRAND PRIX 準々決勝】                                   | 1999年12月5日  |
| ○    | 佐竹雅昭                                     | 5R終了 判定3-0                                | K-1 GRAND PRIX '99 開幕戦 【GRAND PRIX 1回戦】                                      | 1999年10月5日  |
| ○    | ノブ・ハヤシ                                 | 3R終了 判定3-0                                | K-1 SPIRITS '99 【JAPAN GP 決勝】                                                   | 1999年8月22日  |
| ○    | 天田ヒロミ                                   | 3R終了 判定3-0                                | K-1 SPIRITS '99 【JAPAN GP 準決勝】                                                 | 1999年8月22日  |
| ○    | 長井満也                                     | 1R 3:00 KO（左ミドルキック）                  | K-1 SPIRITS '99 【JAPAN GP 準々決勝】                                               | 1999年8月22日  |
| ○    | 吉岡基治                                     | 1R 2:13 TKO（レフェリーストップ：パンチ連打） | K-1 SPIRITS '99 【JAPAN GP 1回戦】                                                  | 1999年8月22日  |
| ○    | カークウッド・ウォーカー                     | 5R 1:50 KO（左ミドルキック）                  | K-1 BRAVES '99 【WAKO PROムエタイ世界ヘビー級タイトルマッチ】                       | 1999年6月20日  |
| ○    | ゲーリー・グッドリッジ                       | 1R 2:15 反則失格（ローブロー）                | K-1 REVENGE '99                                                                     | 1999年4月25日  |
| ○    | グレッグ・ボイティチェック                   | 2R 2:03 KO（3ノックダウン：右ローキック）     | K-1 THE CHALLENGE '99                                                               | 1999年3月22日  |
| ×    | カークウッド・ウォーカー                     | 5R終了 判定                                   | LOADS OF THE RING III 【WAKO PROムエタイ世界ヘビー級タイトルマッチ】                | 1999年2月28日  |
| ○    | ダンカン・ジェームス                         | 2R 2:52 TKO（3ノックダウン：右ストレート）    | K-1 RISING SUN '99                                                                  | 1999年2月3日   |
| ×    | マイケル・トンプソン                         | 5R終了 判定0-2                                | K-1 JAPAN '98 〜神風〜                                                              | 1998年10月28日 |
| ×    | アーネスト・ホースト                         | 3R 2:52 TKO（レフェリーストップ：右アッパー） | K-1 DREAM '98                                                                       | 1998年7月18日  |
| △    | 佐竹雅昭                                     | 5R終了 判定0-0                                | K-1 BRAVES '98                                                                      | 1998年5月24日  |
| ×    | マイケル・トンプソン                         | 5R終了 判定0-3                                | K-1 FIGHT NIGHT '97                                                                 | 1997年6月7日   |
| ×    | カークウッド・ウォーカー                     | 5R 1:12 KO（右ストレート）                    | K-1 BRAVES '97 【WAKO PROムエタイ世界ヘビー級王者決定戦】                           | 1997年4月29日  |
| ×    | ブランコ・シカティック                       | 4R 1:38 TKO（タオル投入：右ストレート）       | K-1 KINGS '97                                                                       | 1997年3月16日  |
| ×    | アンディ・フグ                               | 5R終了 判定0-3                                | K-1 HERCULES '96                                                                    | 1996年12月8日  |
| ○    | ジャン・リビエール                           | 5R終了 判定3-0                                | K-1 STAR WARS '96                                                                   | 1996年10月18日 |
| －   | サム・グレコ                                 | 3R 0:22 ノーコンテスト（リング外へ転落）      | K-1 REVENGE '96                                                                     | 1996年9月1日   |
| ×    | サダウ・ゲッソンリット                       | 判定                                          | 象ビール世界崩壊戦 【WMTC世界クルーザー級王者決定戦】                               | 1996年7月20日  |
| ×    | マイク・ベルナルド                           | 3R終了 判定0-3                                | K-1 GRAND PRIX '96 決勝戦 【GRAND PRIX 準決勝】                                     | 1996年5月6日   |
| ○    | サム・グレコ                                 | 1R終了時 TKO（ドクターストップ：右足指負傷）  | K-1 GRAND PRIX '96 決勝戦 【GRAND PRIX 準々決勝】                                   | 1996年5月6日   |
| ○    | キット・ライキンズ"ザ・ホワイトドラゴン"     | 1R 0:37 KO（左ローキック）                    | K-1 GRAND PRIX '96 開幕戦 【GRAND PRIX 1回戦】                                      | 1996年3月10日  |
| ×    | スタン・ザ・マン                             | 5R終了 判定0-3                                | K-1 HERCULES                                                                        | 1995年12月9日  |
| ○    | パトリック・スミス                           | 2R 0:43 KO（左ハイキック）                    | K-1 REVENGE II                                                                      | 1995年9月3日   |

### 空手
| 勝敗 | 対戦相手 | 試合結果            | 大会名                                 | 開催年月日    |
| ×    | 子安慎悟 | 再延長終了 判定0-3  | カラテワールドカップ '95 【3位決定戦】 | 1995年10月8日 |
| ×    | 金泰泳   | 再延長終了 判定0-5  | カラテワールドカップ '95 【準決勝】    | 1995年10月8日 |
| ○    | 西田操一 | 再延長終了 体重判定 | カラテワールドカップ '95 【準々決勝】  | 1995年10月8日 |
| ○    | 岸川新   | 本戦終了 判定5-0    | カラテワールドカップ '95 【3回戦】     | 1995年10月8日 |

## 家系
江戸幕府旗本蜷川家の血をひき、法学者蜷川新の曾孫である。
蜷川家は伊勢家の家臣であり、蜷川親当のころより政所代を世襲した。のちに長宗我部家に仕え、長宗我部家滅亡後は蜷川親長が徳川家康に一揆鎮圧の功績を評価され、御伽衆（暇な時の話し相手や相談役）として仕えた。子孫は旗本として続き、明治維新に至った。
また、遠祖に近江建部家の祖・建部寿徳や、大坂の陣で伊達政宗に同士討ちされた神保相茂（相茂 - 茂明 - 元茂 - 板倉重同 - 女子 - 建部政賢 - 政醇 - はつ子 - 蜷川新）がいる。
他には下間家の下間頼慶（石山本願寺の僧侶）、名奉行として著名な板倉勝重らがおり、下間氏は摂津源氏であるため清和天皇の血も引いている。また摂津源氏の遠祖には日本史上最初の征夷大将軍・坂上田村麻呂がいる（坂上春子の系統）。
武蔵の母の弟の妻の実家の親戚に猫ひろしがいる（本人たちは親戚どうしだと公言しているが、血縁関係はない）。

## 獲得タイトル
- カラテワールドカップ '95 第4位
- WAKO PRO世界ムエタイヘビー級王座
- K-1 JAPAN GP 2001 準優勝
- K-1 JAPAN GP 1999、2000、2002、2003 優勝
- K-1 WORLD GP 2003 準優勝
- K-1 WORLD GP 2004 準優勝

## 評価
ピーター・アーツは武蔵について「クリンチやキックなど、技術的な部分はよくできていると思うが、彼に必要なのはパワー」「ただ、以前に比べるとメンタルな面は強くなったと思う」などと評している。
谷川貞治は武蔵について「アーネスト・ホースト選手も言っていたことなんですが、武蔵選手はディフェンスは超一流ですが、優勝するためにはそれにプラスアルファがないとダメです。そのプラスアルファが身につけられるように、今後もよりいっそう頑張ってほしいですね」と述べている。

## 入場テーマ曲
会場によってはモトリー・クルーの「Kickstart My Heart」、エアロスミスの「Eat The Rich」などが使用されていたが、2005年以降はLOUDNESSが提供した「The Battleship MUSASHI」を使用。ジャケットも武蔵が飾っており、ミュージック・ビデオにも出演している。

## 出演

### テレビドラマ
- フードファイト 壱ノ膳（2000年7月1日、日本テレビ）
- 京都地検の女 第1シリーズ 第7話（2003年9月4日、テレビ朝日） - 槙原克巳 役
- 水曜ミステリー9 信濃のコロンボ事件ファイル9 乗せなかった乗客（2005年8月28日、テレビ東京） - 葛城 役
- エル・ポポラッチがゆく!! Season-2（2006年7月 - 9月、NHK総合・NHK教育・NHK BS2） - ラーメン屋台634の店主 役
- サザエさん3（2011年1月2日、フジテレビ） - 穴子 役
  - サザエさん4（2013年12月1日）
- BS時代劇 一路（2015年7月31日 - 9月25日、NHK BSプレミアム） - 丁太 役
- 連続テレビ小説 スカーレット 第6回・第7回（2019年10月5日・7日、NHK） - 本木 役
- 今日からヒットマン 第6話 - 最終話（2023年12月1日 - 15日、テレビ朝日） - マンモス 役[12]

### バラエティ番組
- ジャンクSPORTS（フジテレビ）
- お笑いワイドショー マルコポロリ!（関西テレビ）
- 探偵!ナイトスクープ（朝日放送）

### CM
- P&G『ボールド』

### 映画
- 劇場版 仮面ライダーカブト GOD SPEED LOVE（2006年8月5日、東映） - 黒崎一誠 / 仮面ライダーコーカサス 役
- 20世紀少年 <最終章> ぼくらの旗（2009年8月29日、東宝） - 大垣師範代 役
- ゴッドタン キス我慢選手権 THE MOVIE（2013年6月28日、東宝映像事業部） - グリフォン大佐 役
- MOON DREAM（2013年6月29日、トリプルアップ） - 警察官テル 役

### PV
- LOUDNESS「The Battleship MUSASHI」（2005年8月17日）
- SOFFet with mihimaru GT「スキナツ」（2008年7月2日）
- mihimaru GT with SOFFet「泣き夏」（2008年7月2日）
- GALNERYUS「絆」（2012年1月25日）

### ゲーム
- 仮面ライダー バトライド・ウォーII（2014年6月26日、PS3・Wii U） - 仮面ライダーコーカサス（声） 役
  - 仮面ライダー バトライド・ウォー創世（2016年2月25日、PS3・PS4・PS Vita）